# Klosterparken

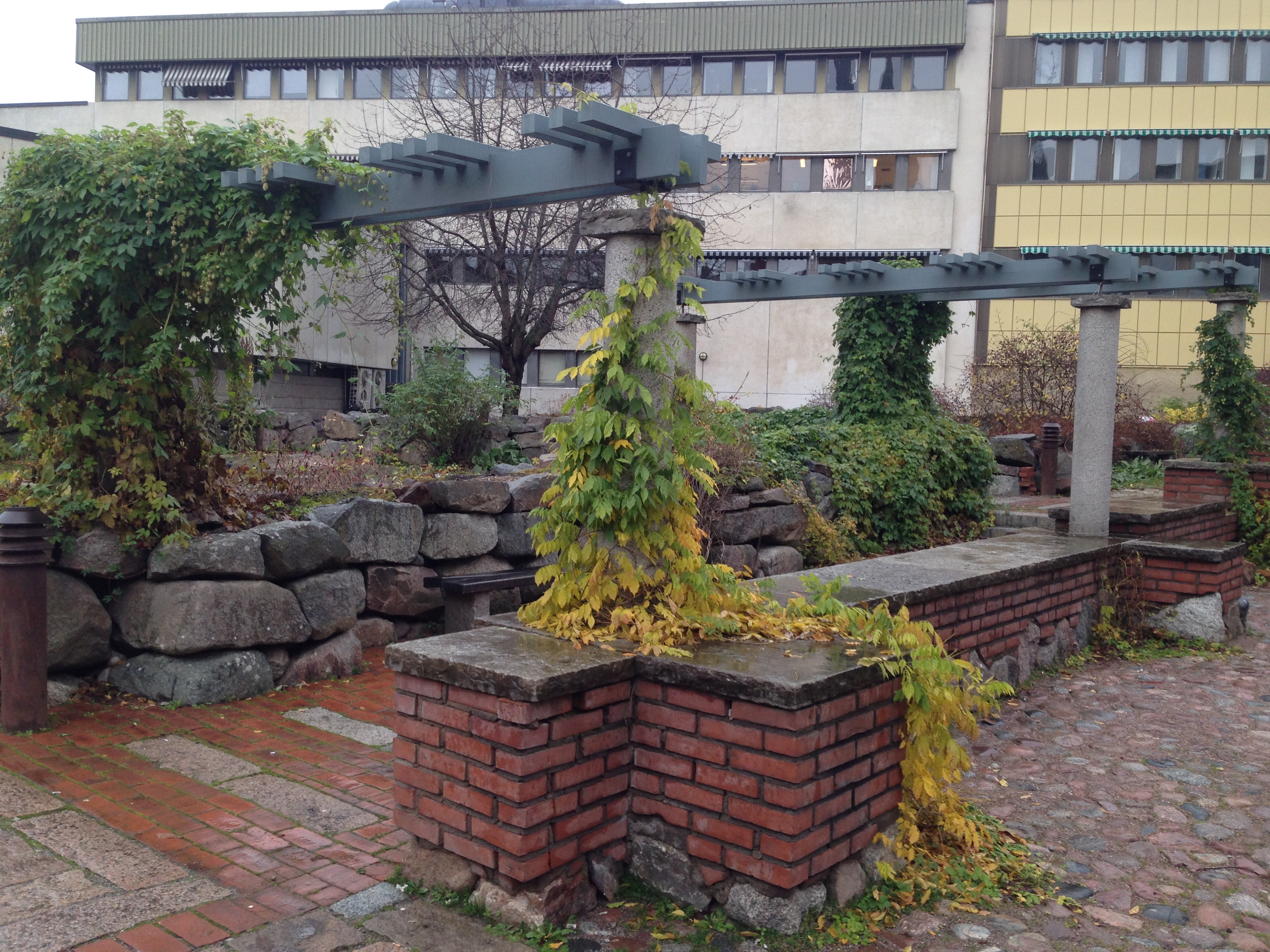
Klosterparken, Uppsala

Klosterparken är en park på innergården i kvarteret Torget i Uppsala. Kvarteret ligger mellan gatorna Svartbäcksgatan, S:t Persgatan, Östra Ågatan och Klostergatan. I parken finns en örtagård och markerade murar efter Uppsala franciskankonvent. I Klosterparken finns också runstenen Upplands runinskrifter Fv1972;271.

## Historia
Parkens namn anknyter till det franciskanerkloster som låg på platsen från 1200-talet och fram till 1500-talet. Klostret drogs 1527 in i samband med reduktionen och byggnaderna revs efter stadsbranden i Uppsala 1543 då materialet istället användes för att bygga upp Uppsala Slott. På 1990-talet restaurerades kvarteret Torget och i samband med det tydliggjorde man kvarterets historia genom att markera det gamla klostrets murar ovan jord och också plantera medicinalväxter och annat som man tror munkarna i klostret kan ha odlat på medeltiden. Under parken finns ruiner av klostret kvar.

## Lekplats Klosterparken
I juni 2020 invigdes en medeltidslekplats i Klosterparken. Lekplatsen skapades av Lekplatsbolaget, samma företag som gjort Pelle Svanslös lekplats i Uppsala.

## Galleri

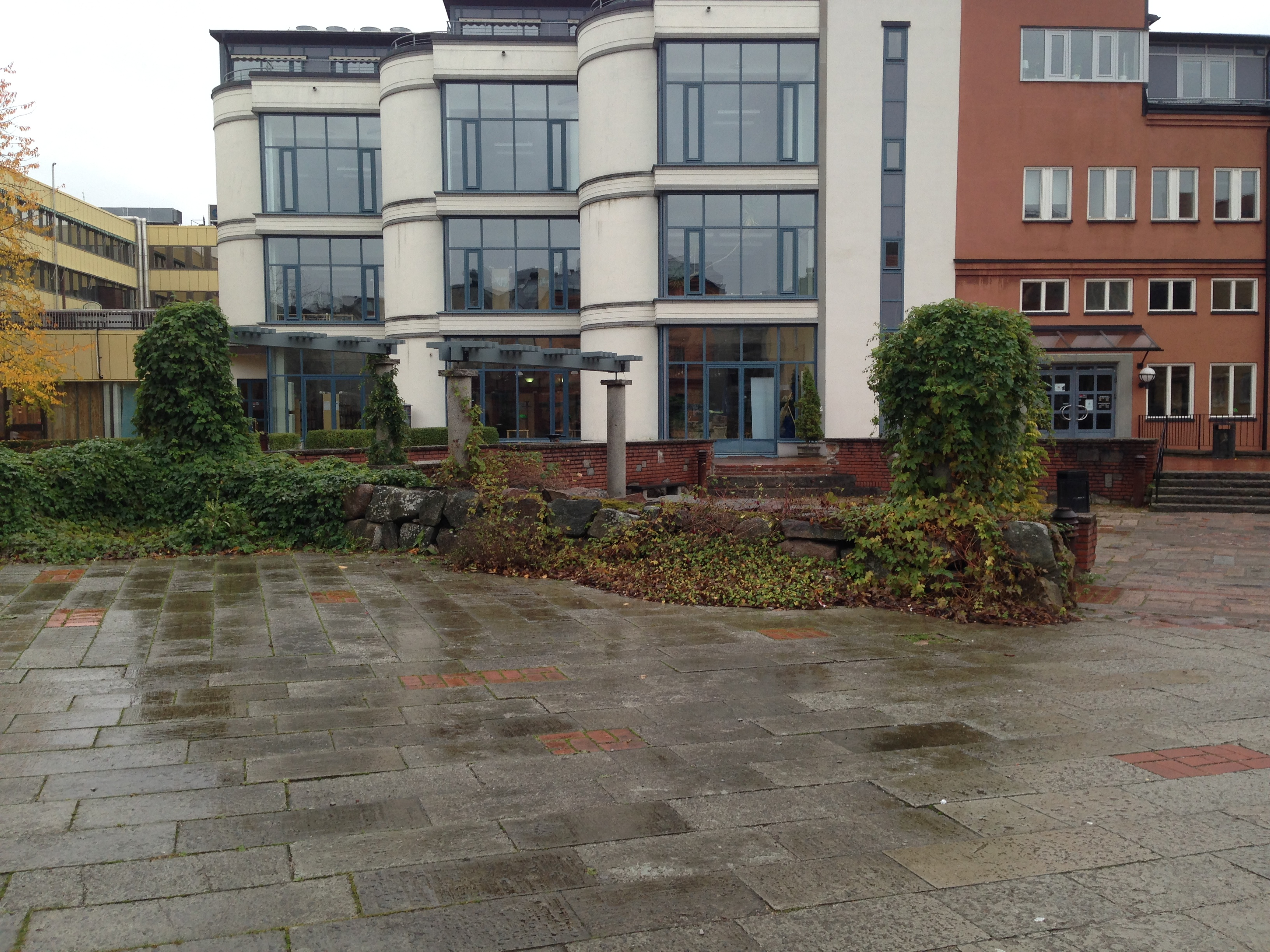
Klosterparken med Dag Hammarskjöldbiblioteket i bakgrunden
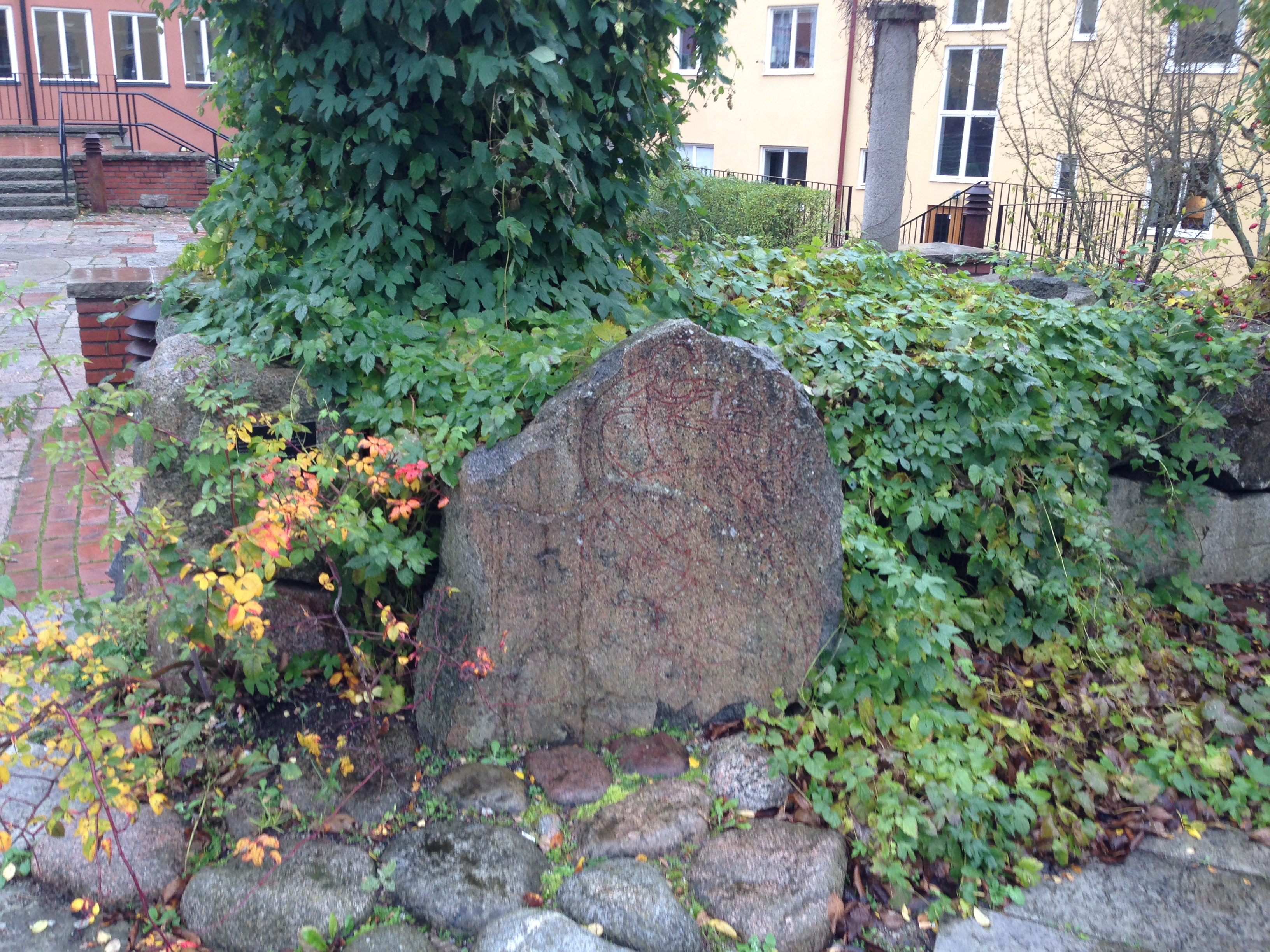
Runstenen i Klosterparken
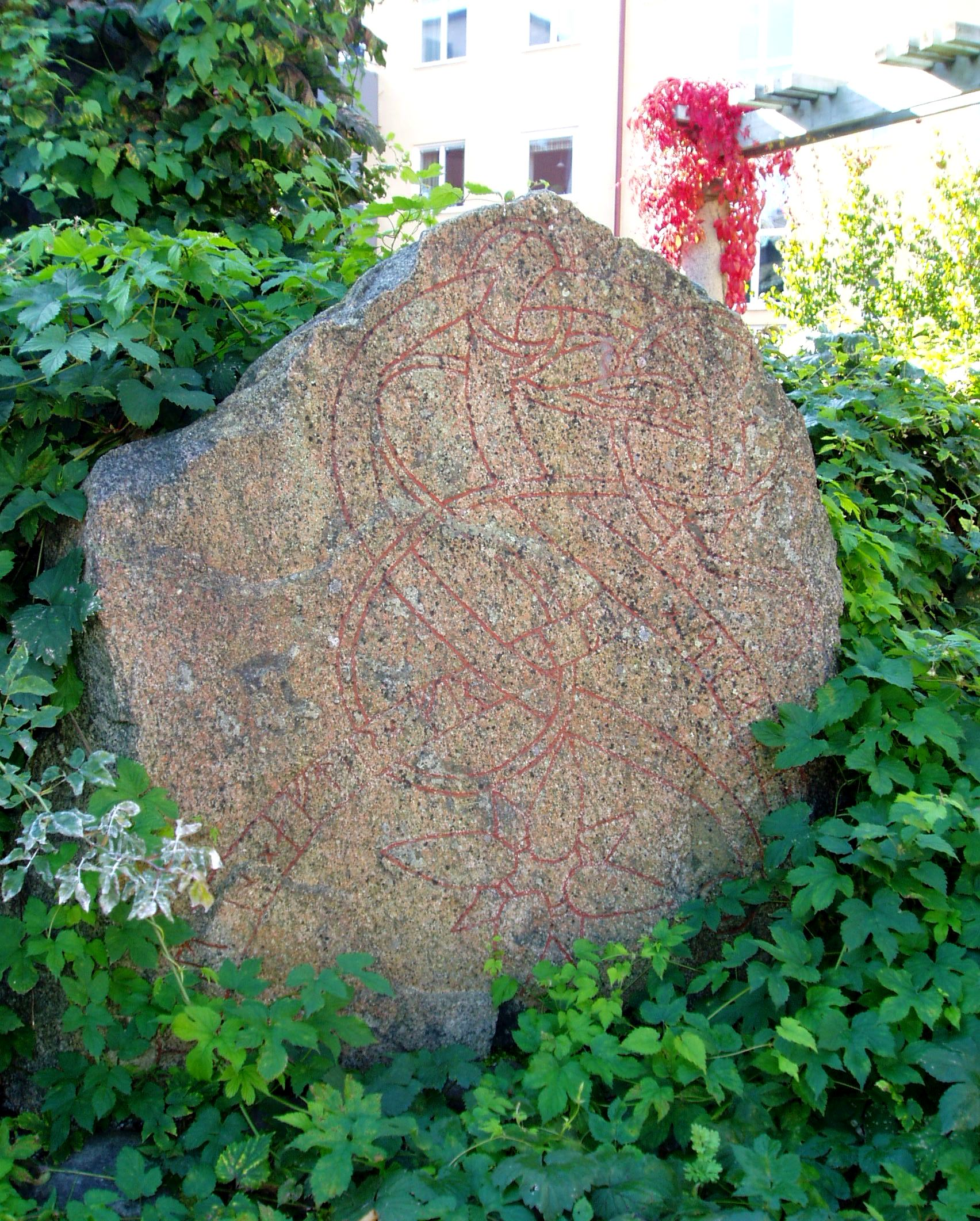
Runstenen i Klosterparken